# Thành phố đô thị Catania
Thành phố đô thị Catania (tiếng Ý: Città metropolitana di Catania) thuộc vùng Sicilia, Ý. Thủ phủ là thành phố Catania. Nó thay thế tỉnh Catania và gồm thành phố Catania cùng 57 khu tự quản (comuni) khác. Thành phố đô thị Catania giáp với thành phố đô thị Messina (tỉnh Messina cũ), tỉnh Enna, tỉnh Syracuse, tỉnh Ragusa và tỉnh Caltanissetta. Thành phố đô thị Catania giáp với biển Ionia về phía đông. Núi Etna trên địa bàn là núi lửa hoạt động lớn nhất châu Âu.

### Hành chính
- Aci Bonaccorsi
- Aci Castello
- Aci Catena
- Aci Sant'Antonio
- Acireale
- Adrano
- Belpasso
- Biancavilla
- Bronte
- Calatabiano
- Caltagirone
- Camporotondo Etneo
- Castel di Iudica
- Castiglione di Sicilia
- Catania
- Fiumefreddo di Sicilia
- Giarre
- Grammichele
- Gravina di Catania
- Licodia Eubea
- Linguaglossa
- Maletto
- Maniace
- Mascali
- Mascalucia
- Mazzarrone
- Militello in Val di Catania
- Milo
- Mineo
- Mirabella Imbaccari
- Misterbianco
- Motta Sant'Anastasia
- Nicolosi
- Palagonia
- Paternò
- Pedara
- Piedimonte Etneo
- Raddusa
- Ragalna
- Ramacca
- Randazzo
- Riposto
- San Cono
- San Giovanni la Punta
- San Gregorio di Catania
- San Michele di Ganzaria
- San Pietro Clarenza
- Sant'Agata li Battiati
- Sant'Alfio
- Santa Maria di Licodia
- Santa Venerina
- Scordia
- Trecastagni
- Tremestieri Etneo
- Valverde
- Viagrande
- Vizzini
- Zafferana Etnea